# Rhyacophila ranga
Rhyacophila ranga är en nattsländeart som beskrevs av Olah 1987. Rhyacophila ranga ingår i släktet Rhyacophila och familjen rovnattsländor. Inga underarter finns listade i Catalogue of Life.